# 汪山土库
29°00′49″N 115°54′23″E / 29.01361°N 115.90639°E
汪山土库是一组规模宏大的清代程姓官僚豪门府第住宅建筑群，赣派风格，位于中国江西省南昌市新建县大塘坪乡汪山冈，于2004年4月被列为南昌市文物保护单位，2006年被列为江西省文物保护单位。

## 歷史沿革
鄱阳湖地区的许多民居为防潮防涝，采取外墙青砖立斗灌泥、墙内侧定磉立柱承重的建筑形式，其规模较大者称为“土库”。汪山土库由程矞采（湖广总督；江苏巡抚）、程焕采（署理江苏巡抚）、程楙采（安徽巡抚）等九兄弟共同兴建，始建于清道光元年（1821年），1851年初具规模。1949年后收归国有。1968年汪山土库作为“反面教材”，被列为“阶级教育展览馆”，与大邑刘氏庄园并称。2003年开始对其整修，2004年在此设立“中国府第文化博物馆”。
汪山土库占地108亩，共有25栋青砖大瓦房，以祖堂为中心左右排开，9栋并列，东边依次为大房（矞采）、二房（焕采）、六房（若采）、十房（玉采）所居，西边依次为四房（郁采）、三房（楙采）、八房（载采）、五房（蕴采）、七房（亮采）所居，每栋4～7进，最西边是接待客人的“接官厅”，“四十八间”。共有大小房间1443间，天井572个。
- 全景
- 旗杆场
- 接官厅
- 接官厅门额

## 外部連接
- YouTube上的汪山土庫